# Nazionale maschile di calcio dell'Egitto
La nazionale di calcio dell'Egitto (in arabo egiziano فريق مصر لكورة القدم‎), i cui componenti sono soprannominati i Faraoni, è la rappresentativa nazionale calcistica dell'Egitto ed è posta sotto l'egida della Federazione calcistica dell'Egitto.
Nazionale più vincente d'Africa e del mondo arabo, ha stabilito numerosi primati. Detiene il record di vittorie nella Coppa d'Africa con 7 successi, conseguiti nel 1957 (prima edizione del torneo), nel 1959, nel 1986, nel 1998, nel 2006 (nell'edizione giocata in casa), nel 2008 e nel 2010. Nella stessa competizione è giunta 3 volte seconda (1962, 2017 e 2021), 3 volte terza (1963, 1970 e 1974) e 3 volte quarta (1976, 1980 e 1984), per un totale da primato di 16 piazzamenti nei primi quattro posti. Vanta 26 partecipazioni alla fase finale della Coppa d'Africa, che costituiscono un record continentale.
Malgrado i successi continentali, la nazionale egiziana ha, tuttavia, partecipato solo 3 volte alla fase finale del campionato del mondo (1934, 1990 e 2018), chiudendo con un'eliminazione agli ottavi e due al primo turno. Ha partecipato per 2 volte alla Confederations Cup (1999 e 2009), senza andare oltre il primo turno.
Nella graduatoria FIFA, in vigore da agosto 1993, il miglior posizionamento raggiunto dall'Egitto è stato il 9º posto nel luglio 2010, mentre il peggiore è stato il 75º posto di marzo 2013; la squadra occupa il 33º posto della graduatoria.
Con 184 presenze con la maglia della selezione egiziana, Ahmed Hassan è il terzo giocatore con più presenze in nazionale nella storia del calcio maschile.

## Storia

### Esordi (1920-1934)
La prima nazionale egiziana fu costituita in vista delle Olimpiadi 1920 in Belgio. Esordì a Gent il 28 agosto 1920 e fu sconfitta per 2-1 dall'Italia nel turno di qualificazione.
Fu la prima nazionale della CAF a giocare la fase finale di un campionato del mondo. La sua prima partecipazione risale ai mondiale del 1934 in Italia, dove gli egiziani arrivarono eliminando agevolmente la Palestina (7-1 e 4-1).
All'esordio nella fase finale di un mondiale, gli egiziani furono sconfitti dalla forte Ungheria per 4-2 il 27 maggio 1934. L'egiziano Abdelrahman Fawzi fu autore della prima doppietta africana ai mondiali.
Da allora l'Egitto non riuscì a qualificarsi per una fase finale di un mondiale fino all'edizione del 1990, ancora in Italia.

### Anni 1950
Nel 1957 la federcalcio egiziana fu tra i membri fondatori della CAF. Nello stesso anno si tenne la prima edizione della Coppa d'Africa, cui parteciparono solo quattro squadre. L'Egitto affrontò in semifinale il Sudan padrone di casa e vinse per 2-1 con gol di Raafat Attia e Ad-Diab. La finale contro l'Etiopia si concluse con un trionfo egiziano (4-0 con quadripletta di Ad-Diba, che si laureò capocannoniere del torneo con 5 gol).
La nazionale egiziana fu nota con il nome di nazionale di calcio della Repubblica Araba Unita quando l'Egitto e la Siria si unirono a formare la Repubblica Araba Unita (RAU) dal 1958 al 1961 e successivamente, fino al 1970, con l'Egitto rimasto da solo a formare la RAU.
Nella Coppa d'Africa 1959 l'Egitto, noto come Repubblica Araba Unita, si confermò campione nell'edizione disputata in casa. Al torneo parteciparono solo Etiopia, Sudan e Repubblica Araba Unita, le stesse tre nazionali che avevano preso parte al torneo due anni prima. La RAU vinse il girone all'italiana battendo per 5-0 l'Etiopia e per 2-1 il Sudan.

### Anni 1960
Alla Coppa d'Africa 1962, in Etiopia, parteciparono quattro squadre. L'Egitto affrontò in semifinale l'Uganda e vinse per 2-1. In finale perse per 4-2 dopo i tempi supplementari contro i padroni di casa dell'Etiopia.
Nella Coppa d'Africa 1963, nel Ghana, l'Egitto batté la Nigeria per 6-3 e pareggiò per 2-2 contro il Sudan. Il secondo posto nel girone dietro al Sudan (dovuto ad una peggiore differenza reti) valse all'Egitto solo l'accesso alla finale per il terzo posto contro l'Etiopia. L'Egitto vinse per 3-0 e si classificò terzo nel torneo.
Qualificatosi per la Coppa d'Africa 1965, si ritirò a causa delle cattive relazioni diplomatiche con la Tunisia, paese organizzatore del torneo. Si ritirò anche dall'edizione 1968 a causa dei cattivi rapporti con il paese organizzatore, l'Etiopia.

### Anni 1970
Nel 1970 la Coppa d'Africa si tenne in Sudan. La Repubblica Araba Unita batté la Guinea per 4-1 (doppietta di Ali Abo Greisha, gol di Hassan El-Shazly e Taha Basry), pareggiò per 1-1 contro il Ghana (gol di Ibrahim Sunday e pareggio egiziano di Bazooka) e vinse per 1-0 contro il Congo-Kinshasa (gol di Greisha). Grazie al primo posto nel girone la Repubblica Araba Unita si qualificò per il turno successivo, dove se la vide con il Sudan, che prevalse per 2-1 (El-Shazly segnò il gol del pari egiziano che portò la sfida ai supplementari, dove segnarono ancora i sudanesi). L'Egitto si piazzò terzo battendo nella finale di consolazione la Costa d'Avorio per 3-1.
L'Egitto fallì la qualificazione alla Coppa d'Africa 1972. Eliminò nel primo turno di qualificazione la Libia con due vittorie (2-1 e 1-0), ma si arrese al Marocco nel secondo turno. All'andata perse per 3-0 in Marocco, al ritorno vinse per 3-2 in casa.
L'Egitto organizzò poi la Coppa d'Africa 1974. Vinto il girone grazie a tre successi contro Uganda (2-1), Zambia (3-1) e Costa d'Avorio (2-0), perse in semifinale contro lo Zaire (3-2) e si piazzò terzo battendo per 4-0 il Rep. del Congo nella finale di consolazione.
Nel 1976, in Etiopia, l'Egitto pareggiò per 1-1 contro la Guinea, sconfisse per 2-1 l'Uganda e pareggiò per 1-1 contro l'Etiopia. Grazie al secondo posto nel proprio girone di prima fase l'Egitto si qualificò per il girone finale, dove fu sconfitto da Marocco (2-1), Guinea (4-2) e Nigeria (3-2), classificandosi così quarto nel torneo.
Non si qualificò per la Coppa d'Africa 1978 in Ghana.

### Anni 1980
Si concluse in semifinale il percorso nella Coppa d'Africa 1980 in Nigeria. I faraoni vinsero all'esordio contro la Costa d'Avorio (2-1) e contro la Tanzania (2-1), poi persero contro la Nigeria (1-0). In semifinale si arresero all'Algeria al termine di un match pareggiato per 2-2 dopo i tempi supplementari e conclusosi con il risultato di 4-2 ai tiri di rigore. Nella finale per il terzo posto l'Egitto perse per 2-0 contro il Marocco.
Ritiratosi prima del match contro la Tunisia durante le qualificazioni alla Coppa d'Africa 1982 (dopo aver eliminato il Kenya), nel 1984 l'Egitto si ripresentò in Coppa d'Africa. Vinse contro Camerun (1-0) e Costa d'Avorio (2-1) e pareggiò contro il Togo (0-0). La semifinale contro la Nigeria termino 2-2 dopo 120 minuti di gioco. Ai rigori vinsero i nigeriani per 8-7. L'Egitto arrivò quarto perdendo la finale per il terzo posto contro l'Algeria (3-1).
Nel 1986 la Coppa d'Africa tornò a disputarsi in Egitto. Dopo la sconfitta all'esordio contro il Senegal (1-0), gli egiziani batterono per 2-0 Costa d'Avorio e Mozambico e si classificarono primi nel Gruppo A. In semifinale superarono il Marocco (1-0) e si qualificarono per la prima finale dal 1962. Contro il forte Camerun di Roger Milla l'Egitto pareggiò per 0-0. Dopo 120 minuti si andò ai rigori e l'Egitto vinse per 5-4, laureandosi campione d'Africa per la terza volta.
Nella Coppa d'Africa 1988 il Camerun vendicò in parte la sconfitta di due anni prima battendo l'Egitto per 1-0 con un gol di Roger Milla. La vittoria per 3-0 contro il Kenya e il pareggio per 0-0 contro la Nigeria non bastarono all'Egitto per superare la prima fase. I faraoni si piazzarono infatti terzi nel loro girone.
Nel 1988 arrivò sulla panchina egiziana il CT Mahmoud El-Gohary.

### Anni 1990

L'Egitto al

Cinquantasei anni dopo la sua prima partecipazione alla fase finale di un mondiale, l'Egitto di Mahmoud El-Gohary si qualificò per Italia 1990, dove fu estromesso al primo turno, ottenendo però dei risultati onorevoli (1-1 con i Paesi Bassi e 0-0 con l'Irlanda), prima di essere sconfitto nella gara finale dall'Inghilterra per 1-0.
Nella Coppa d'Africa 1990 l'Egitto deluse, perdendo contro Costa d'Avorio (3-1), Nigeria (1-0) e Algeria (2-0) e venendo eliminato al primo turno. Nella Coppa d'Africa1992 non andò meglio: gli egiziani persero per 1-0 contro lo Zambia e contro la Nigeria, fallendo la qualificazione alla fase successiva.
Nella Coppa d'Africa 1994 l'Egitto sconfisse per 4-0 il Gabon (gol di Ayman Mansour, Hamza El-Gamal e doppietta di Bashir Abdel Samad) e pareggiò a reti bianche contro la Nigeria, piazzandosi così primo nel proprio girone per differenza reti. Nel quarto di finale giocato allo stadio Olimpico di El Menzah, a Tunisi, contro il Mali, l'Egitto fu sconfitto per 1-0 ed eliminato.

Hossam Hassan (a sinistra), miglior marcatore nella storia della nazionale egiziana.

Nella Coppa d'Africa 1996 l'Egitto fu inserito nel gruppo dei padroni di casa del Sudafrica, poi vincitori del torneo. Sconfitta per 2-1 l'Angola grazie a una doppietta di Ahmed El-Kass, perse per 2-1 contro il Camerun e batté per 1-0 il Sudafrica grazie a un gol di El-Kass. Si qualificò ai quarti di finale come seconda classificata nel girone alle spalle dei sudafricani; qui fu eliminato dallo Zambia (3-1).
Nel 1997 tornò sulla panchina della nazionale il CT Mahmoud El-Gohary.
Nel 1998 l'Egitto tornò campione d'Africa. Nella prima fase sconfisse il Mozambico per 2-0 con una doppietta di Hossam Hassan, travolse per 4-0 lo Zambia (tripletta di H. Hassan e gol di Yasser Radwan) e perse per 1-0 contro il Marocco (gol di Mustapha Hadji al 90º minuto), classificandosi secondo nel proprio girone. Ai quarti di finale batté la Costa d'Avorio per 5-4 dopo i tiri di rigore (0-0 dopo i tempi supplementari) e in semifinale eliminò il Burkina Faso padrone di casa (2-0 con doppietta di H. Hassan). In finale gli egiziani trionfarono sconfiggendo per 2-0 il Sudafrica campione in carica (gol di Ahmed Hassan e Tarek Mostafa) e mettendo in bacheca la loro quarta Coppa d'Africa.
Nel 1999 l'Egitto esordì nella Confederations Cup. Uscì al primo turno dopo due pareggi (2-2 con la Bolivia e 2-2 con il Messico) e una sconfitta (5-1 con l'Arabia Saudita).

### Anni 2000
Nella Coppa d'Africa 2000 l'Egitto superò brillantemente la prima fase con tre vittorie in tre partite (2-0 contro lo Zambia, 1-0 contro il Senegal e 4-2 contro il Burkina Faso). Ai quarti di finale arrivò l'eliminazione per mano della Tunisia (1-0).
Il cammino degli egiziani nel torneo continentale si arrestò ai quarti di finale anche nella Coppa d'Africa 2002: i faraoni superarono la prima fase con una sconfitta (1-0 contro il Senegal) e due vittorie (1-0 contro la Tunisia e 2-1 contro lo Zambia), prima di arrendersi (1-0) al Camerun, poi vincitore del torneo per la seconda volta consecutiva.

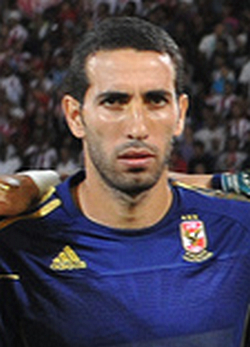
Mohamed Aboutreika ha vinto due Coppe d'Africa con l'Egitto, decidendo con un suo gol la finale del 2008 contro il

Nella Coppa d'Africa 2004 l'Egitto fu eliminato nella fase a gironi per una differenza reti sfavorevole rispetto a quella dell'Algeria. Gli egiziani vinsero per 2-1 contro lo Zimbabwe, persero per 2-1 contro l'Algeria e pareggiarono per 0-0 contro il Camerun.
Mancata la qualificazione al campionato del mondo 2006 a causa del terzo posto nel girone di seconda fase (a cinque punti dalla capolista Costa d'Avorio), gli egiziani vinsero il loro quinto titolo continentale nel 2006 nell'edizione della Coppa d'Africa disputata in casa. L'Egitto aprì il torneo battendo nettamente la Libia (3-0), poi pareggiò senza reti contro il Marocco e vinse per 3-1 contro la Costa d'Avorio. Ai quarti di finale ebbe la meglio sulla RD del Congo (4-1) e in semifinale sul Senegal (2-1), qualificandosi per la finale contro la Costa d'Avorio. Dopo 120 minuti il risultato fu ancora di parità (0-0). Ai rigori l'Egitto vinse per 4-2, aggiudicandosi il titolo di campione d'Africa per la quinta volta, la terza ospitando il torneo.
Gli egiziani riuscirono a trionfare anche nella Coppa d'Africa 2008. Vinto il girone con due successi e un pareggio in tre partite (4-2 al Camerun, 3-0 alla Libia e 1-1 contro lo Zambia), l'Egitto batté l'Angola nei quarti di finale (2-1) e la Costa d'Avorio in semifinale (4-1) in una riedizione della finale di due anni prima. Fu poi un gol di Mohamed Aboutrika a decidere la finale contro il Camerun.
Nell'edizione del Confederations Cup 2009 in Sudafrica l'Egitto stabilì il record di gol segnati da una squadra africana al Brasile, ben tre, nella prima partita del torneo, persa per 4-3 negli ultimi secondi per via di un rigore assegnato alla nazionale brasiliana; poco dopo, l'Egitto batté per 1-0 l'Italia campione del mondo in carica, ma perdendo la terza partita per 3-0 contro gli Stati Uniti fu eliminato.
Nelle qualificazioni al mondiale di Sudafrica 2010 l'Egitto giunse primo a pari merito con l'Algeria nel gruppo C. L'Algeria batté poi per 1-0 i faraoni nello spareggio valevole per la qualificazione al mondiale, disputato il 18 novembre 2009 a Omdurman (Sudan) per ragioni di sicurezza dopo gli scontri violenti avvenuti fra le due tifoserie nell'ultima partita del girone che vedeva in campo proprio le due nazionali nordafricane e che doveva sancire quale delle due squadre avrebbe staccato il biglietto per il Sudafrica. Le squadre chiusero a pari punti e con la stessa differenza reti al termine del girone. Fu quindi necessario un nuovo scontro diretto, al termine del quale l'Algeria si qualificò per la coppa del mondo dopo 24 anni dall'ultima apparizione avvenuta nel 1986 in Messico.

### Anni 2010

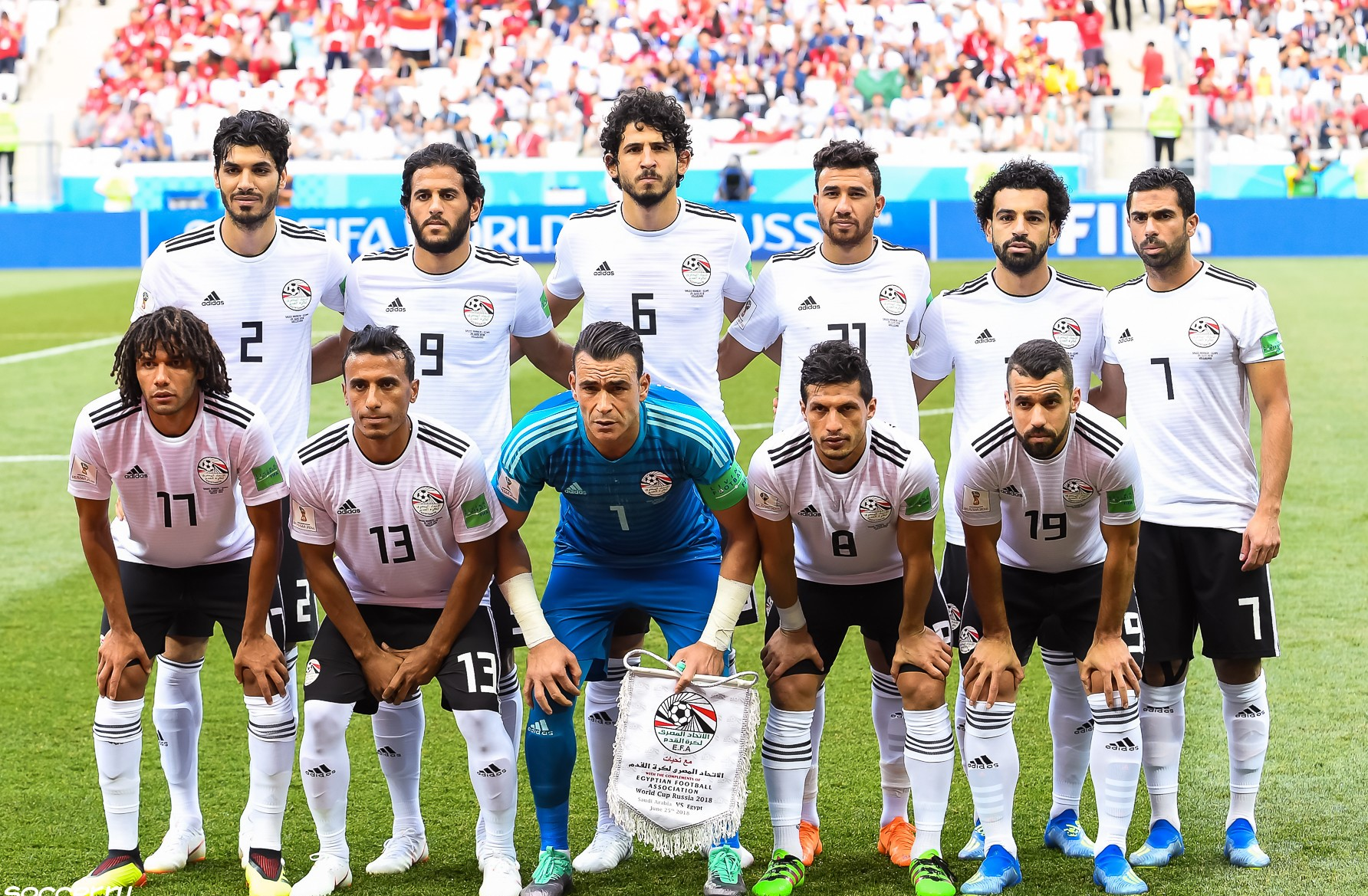
L'Egitto sceso in campo a Volgograd contro l' nella fase a gironi del

La squadra egiziana vendicò la sconfitta il 31 gennaio 2010, quando riuscì ad aggiudicarsi nuovamente la Coppa d'Africa. Dominato il girone con tre vittorie contro Nigeria (3-1), Mozambico (2-0) e Benin (2-0), l'Egitto sconfisse ai quarti di finale il Camerun (3-1 dopo i tempi supplementari) e in semifinale l'Algeria (4-0). In finale, a Luanda, in Angola, batté il Ghana per 1-0 grazie alla rete di Mohamed "Gedo" Nagy all'85º minuto su assist di Mohamed Zidan. Lo stesso Nagy si laureò capocannoniere del torneo con 5 gol. Si concluse così la ventisettesima edizione della Coppa d'Africa con l'impresa dell'Egitto, che vinse 3 titoli vinti consecutivi (record) portando i trofei a quota 7 (altro record).
L'Egitto non riuscì a qualificarsi per la Coppa d'Africa 2012. Il 15 settembre 2011, qualche giorno dopo la disfatta, fu nominato commissario tecnico lo statunitense Bob Bradley, che fallì la qualificazione alla Coppa d'Africa 2013. L'Egitto mancò anche l'accesso al campionato del mondo 2014, perdendo il doppio confronto della terza fase di qualificazione con il Ghana. Nel novembre 2013 il rapporto con il CT, giunto alla fine del contratto, non fu rinnovato.
Al posto di Bradley fu chiamato, il 28 novembre, Shawky Gharieb, che fallì la qualificazione alla Coppa d'Africa 2015. Tra il settembre e il novembre 2014, infatti, l'Egitto ottenne 2 vittorie e subì 4 sconfitte in 6 partite nel girone con Tunisia, Senegal e Botswana, chiudendo terzo e risultando poi la peggiore delle terze classificate dei gironi.
Il 2 marzo 2015 assunse il ruolo di CT della nazionale l'argentino Héctor Cúper. Sotto la guida del tecnico argentino, l'Egitto della stella Mohamed Salah si qualificò alla Coppa d'Africa 2017 vincendo il proprio girone di qualificazione. Il 4 giugno 2016, infatti, la nazionale egiziana riuscì a stabilire un nuovo primato: battendo la Tanzania conseguì la qualificazione alla fase finale del torneo continentale per la ventitreesima volta, record africano.
Nella fase finale della Coppa d'Africa 2017, in Gabon, l'Egitto vinse il proprio girone e si qualificò ai quarti di finale, dove eliminò il Marocco (1-0). In semifinale ebbe la meglio sul Burkina Faso dopo i tiri di rigore (1-1 dopo i supplementari) e in finale perse contro il Camerun (2-1) dopo essere passato in vantaggio. Entrando in campo dalla panchina nella sfida contro il Mali, il portiere egiziano Essam El-Hadary divenne, all'età di 44 anni, il calciatore più anziano ad aver disputato una partita di Coppa d'Africa.
Qualificatosi per il campionato del mondo 2018 a 27 anni dall'ultima apparizione in una fase finale del torneo (Italia 1990), l'Egitto fu eliminato in anticipo nella fase a gironi dopo le prime due partite, perse contro l'Uruguay (1-0) e i padroni di casa della Russia (3-1), e fu sconfitto anche nell'ultimo match contro l'Arabia Saudita (2-1). Alla fine della rassegna la federcalcio egiziana decise di non rinnovare il contratto con Cúper.
Passato nelle mani del messicano Javier Aguirre, l'Egitto si presentò alla Coppa d'Africa 2019 come padrone di casa e tra le pretendenti al successo finale. Ciononostante, superato il girone grazie a tre successi contro Tanzania (1-0), Guinea (3-1) e Zimbabwe (1-0), fu eliminato già agli ottavi di finale dal Sudafrica (1-0). All'indomani della disfatta Aguirre fu esonerato e sostituito, nel settembre 2019, da Hossam El Badry.

### Anni 2020
Sotto la guida di El Badry, la nazionale egiziana si qualificò, nel marzo 2021, alla Coppa d'Africa 2021 con tre vittorie e tre pareggi in sei gare, vincendo il girone con Comore, Kenya e Togo. Nelle prime battute delle successive qualificazioni al campionato del mondo 2022, nel settembre 2021, gli egiziani iniziarono con una vittoria contro l'Angola e un pari contro il Gabon, risultato che condusse all'esonero di El Badry, sostituito da Carlos Queiroz. Nella Coppa d'Africa 2021, disputatasi nel 2022, l'Egitto superò il girone da seconda in classifica, con una sconfitta e due vittorie, poi eliminò Costa d'Avorio (ai tiri di rigore), Marocco (ai tempi supplementari) e Camerun (ai tiri di rigore), approdando alla finale contro il Senegal, che sconfisse gli egiziani per 4-2 ai tiri di rigore (0-0 dopo i tempi supplementari).
Nelle qualificazioni al campionato del mondo 2022 l'Egitto si ritrovò di fronte il Senegal agli spareggi. Anche questa volta a prevalere furono i senegalesi, sconfitti per 1-0 al Cairo, ma vittoriosi con il medesimo punteggio in casa e ai tiri di rigore.
Poco più di un anno dopo, l'Egitto si qualificò alla Coppa d'Africa 2023 in Costa d'Avorio, e fu sorteggiato nel gruppo B insieme a Capo Verde, Ghana e Mozambico. Dopo aver pareggiato tutte e tre le partite del girone, arrivo secondo dietro a un Capo Verde che già aveva sorpreso tutti nella scorsa edizione, qualificandosi agli ottavi a scapito di Ghana e Mozambico; agli ottavi affrontò la RD del Congo, contro la quale pareggiò 1-1 e perse alla lotteria dei rigori 7-8.

## Altre nazionali
La nazionale egiziana Under-20 ha vinto 4 Coppe d'Africa di categoria (1981, 1991, 2003, 2013).

## Impianti e strutture
La nazionale egiziana non ha uno stadio nazionale fisso: gioca le partite casalinghe a rotazione nei vari impianti egiziani, scegliendoli di volta in volta a seconda dell'avversario che si incontra e dell'eventuale affluenza ed importanza della partita. Le partite di maggiore spessore vengono disputate nello stadio della principale città della nazione, lo stadio Internazionale, situato nella capitale Il Cairo. Un altro stadio egiziano importante è l'Olimpico di Alessandria d'Egitto.
Per i ritiri e le sessioni di allenamenti vi è una sede fissa nel centro tecnico federale situato al Cairo.

## Colori e simboli

### Divise
L'Egitto ha adottato una divisa classica nella sua storia. Quella di casa è tradizionalmente di colore rosso a tinta unita con pantaloncini bianchi e calzettoni neri. La divisa ha presentato negli ultimi anni inserti bianchi o neri a seconda dello sponsor tecnico e, talvolta, è stata adottata una soluzione a tinta unica sia per maglia che per pantaloncini. Invece quella in trasferta è solitamente di colore bianco con pantaloncini neri e calzettoni neri o bianchi, anche se non sono mancate variazioni stilistiche come la seconda maglia verde degli anni 90.

#### Evoluzione
| Campionato mondiale 1934 | Campionato mondiale 1934                                                            | Campionato mondiale 1934 | Campionato mondiale 1934 |
| --- | ----------------------------------------------------------------------------------- | ------------------------ | ------------------------ |
| Casa | Trasferta                                                                           |                          |                          |
| Manica sinistra · Manica sinistra · Maglietta · Maglietta · Manica destra · Manica destra · Pantaloncini · Calzettoni · Calzettoni | Manica sinistra · Maglietta · Maglietta · Manica destra · Pantaloncini · Calzettoni |                          |                          |
| Nessun fornitore |                                                                                     |                          |                          |

| Coppa d'Africa 1959                                                     | Coppa d'Africa 1959                                                                 | Coppa d'Africa 1959 | Coppa d'Africa 1959 |
| ----------------------------------------------------------------------- | ----------------------------------------------------------------------------------- | ------------------- | ------------------- |
| Casa                                                                    | Trasferta                                                                           |                     |                     |
| Manica sinistra · Maglietta · Manica destra · Pantaloncini · Calzettoni | Manica sinistra · Maglietta · Maglietta · Manica destra · Pantaloncini · Calzettoni |                     |                     |
| Nessun fornitore                                                        |                                                                                     |                     |                     |

| Coppa d'Africa 1962                                                     | Coppa d'Africa 1962                                                                 | Coppa d'Africa 1962 | Coppa d'Africa 1962 |
| ----------------------------------------------------------------------- | ----------------------------------------------------------------------------------- | ------------------- | ------------------- |
| Casa                                                                    | Trasferta                                                                           |                     |                     |
| Manica sinistra · Maglietta · Manica destra · Pantaloncini · Calzettoni | Manica sinistra · Maglietta · Maglietta · Manica destra · Pantaloncini · Calzettoni |                     |                     |
| Nessun fornitore                                                        |                                                                                     |                     |                     |

| Campionato mondiale 1990 | Campionato mondiale 1990 | Campionato mondiale 1990 | Campionato mondiale 1990 |
| --- | --- | ------------------------ | ------------------------ |
| Casa | Trasferta |                          |                          |
| Manica sinistra · Manica sinistra · Maglietta · Maglietta · Manica destra · Manica destra · Pantaloncini · Pantaloncini · Calzettoni · Calzettoni | Manica sinistra · Manica sinistra · Maglietta · Maglietta · Manica destra · Manica destra · Pantaloncini · Pantaloncini · Calzettoni · Calzettoni |                          |                          |
| Adidas | |                          |                          |

| Coppa d'Africa 2006 | Coppa d'Africa 2006 | Coppa d'Africa 2006 | Coppa d'Africa 2006 |
| --- | --- | ------------------- | ------------------- |
| Casa | Trasferta |                     |                     |
| Manica sinistra · Manica sinistra · Maglietta · Manica destra · Manica destra · Pantaloncini · Pantaloncini · Calzettoni | Manica sinistra · Manica sinistra · Maglietta · Manica destra · Manica destra · Pantaloncini · Pantaloncini · Calzettoni |                     |                     |
| Puma | |                     |                     |

| Coppa d'Africa 2008                                                                              | Coppa d'Africa 2008 | Coppa d'Africa 2008 | Coppa d'Africa 2008 |
| ------------------------------------------------------------------------------------------------ | --- | ------------------- | ------------------- |
| Casa                                                                                             | Trasferta |                     |                     |
| Manica sinistra · Maglietta · Maglietta · Manica destra · Pantaloncini · Calzettoni · Calzettoni | Manica sinistra · Manica sinistra · Maglietta · Maglietta · Manica destra · Manica destra · Pantaloncini · Pantaloncini · Calzettoni · Calzettoni |                     |                     |
| Puma                                                                                             | |                     |                     |

| Coppa d'Africa 2010 | Coppa d'Africa 2010 | Coppa d'Africa 2010 | Coppa d'Africa 2010 |
| --- | --- | ------------------- | ------------------- |
| Casa | Trasferta |                     |                     |
| Manica sinistra · Manica sinistra · Maglietta · Maglietta · Manica destra · Manica destra · Pantaloncini · Pantaloncini · Calzettoni · Calzettoni | Manica sinistra · Manica sinistra · Maglietta · Maglietta · Manica destra · Manica destra · Pantaloncini · Pantaloncini · Calzettoni |                     |                     |
| Puma | |                     |                     |

| 2012-2013 | 2012-2013 | 2012-2013 | 2012-2013 |
| --- | --- | --------- | --------- |
| Casa | Trasferta |           |           |
| Manica sinistra · Maglietta · Maglietta · Manica destra · Pantaloncini · Pantaloncini · Calzettoni · Calzettoni | Manica sinistra · Maglietta · Maglietta · Manica destra · Pantaloncini · Pantaloncini · Calzettoni · Calzettoni |           |           |
| Puma | |           |           |

| 2013-2014 | 2013-2014 | 2013-2014 | 2013-2014 |
| --- | --- | --------- | --------- |
| Casa | Trasferta |           |           |
| Manica sinistra · Manica sinistra · Maglietta · Maglietta · Manica destra · Manica destra · Pantaloncini · Pantaloncini · Calzettoni · Calzettoni | Manica sinistra · Manica sinistra · Maglietta · Maglietta · Manica destra · Manica destra · Pantaloncini · Pantaloncini · Calzettoni · Calzettoni |           |           |
| Adidas | |           |           |

| 2014-2020 | 2014-2020 | 2014-2020 | 2014-2020 |
| --- | --- | --------- | --------- |
| Casa | Trasferta |           |           |
| Manica sinistra · Manica sinistra · Maglietta · Maglietta · Manica destra · Manica destra · Pantaloncini · Pantaloncini · Calzettoni · Calzettoni | Manica sinistra · Manica sinistra · Maglietta · Maglietta · Manica destra · Manica destra · Pantaloncini · Pantaloncini · Calzettoni · Calzettoni |           |           |
| Adidas | |           |           |

| 2020-oggi | 2020-oggi | 2020-oggi | 2020-oggi |
| --- | --- | --------- | --------- |
| Casa | Trasferta |           |           |
| Manica sinistra · Manica sinistra · Maglietta · Maglietta · Manica destra · Manica destra · Pantaloncini · Pantaloncini · Calzettoni | Manica sinistra · Manica sinistra · Maglietta · Maglietta · Manica destra · Manica destra · Pantaloncini · Calzettoni |           |           |
| Puma | |           |           |

### Simboli ufficiali
Lo stemma dell'Egitto in realtà sarebbe la bandiera Nazionale, ovvero linee in orizzontale di colore (partendo dal sopra) rosso, bianco e nero con un simbolo nella linea bianca.

## Rivalità
Essendo una delle nazionali più titolate e prestigiose dell'Africa, la nazionale egiziana ha partecipato a pagine di storia calcistica africana che hanno inevitabilmente fatto nascere rivalità sportive piuttosto sentite.
Nei primi anni di attività esistevano accese rivalità con le nazionali di calcio di Algeria, Tunisia e Camerun, a cui si sono aggiunte quelle di Costa d'Avorio, Sudafrica e Senegal.

## Capitani storici
Il capitano con maggior successo con la nazionale egiziana è senza dubbio Mohamed Aboutreika, con tanti gol e presenze fatte nella sua storia. Abile in gioco offensivo con gol e soprattutto assist, era un giocatore completo che si adattava anche nella fase difensiva. Ha indossato le maglie numero 32, 17 e 10 (con cui ha chiuso la carriera). In nazionale ha segnato 32 volte: 7 su calcio di rigore (segnati 7 su 10), 8 su calcio di punizione e 17 su azione, di cui 9 di destro, 2 di sinistro e 6 di testa. Ha fornito ben 46 assist. Gol ed assist sono stati realizzati in 83 presenze; in queste 83 presenze per 47 volte ha vestito la maglia numero 10 e per 36 la fascia di capitano.
Un altro componente dell'Under-20 egiziana prima e della nazionale maggiore poi è stato Mohamed Salah, considerato uno dei migliori giocatori del panorama mondiale.

## Commissari tecnici
- Hussein Hegazi (1920-1924)
- James McCrae (1934-1936)
- Tewfik Abdullah (1940-1944)
- Eric Keen (1947-1948)
- Edward Jones (1949-1952)
- Commissione tecnica federale (1953-1954)
- Ljubiša Broćić (1954-1955)
- Mourad Fahmy (1955-1958)
- Mohamed El-Guindy e Hanafy Bastan (1958)
- Pál Titkos (1959-1961)
- Mohamed El-Guindy e Hanafy Bastan (1962)
- Foad Sidqui (1963)
- Branko Horvatek (1963-1964)
- Andrija Pflander (1964-1965)
- Dimitri Tadić (1965)
- Andrija Kovač (1965)
- Sándor Kapocsi (1965-1967)
- Mohamed Abdou Saleh El Wahsh e Kamal El Sabagh (1968-1970)
- Dettmar Cramer (1971-1974)
- Burkhard Pape (1975-1977)
- Dušan Nenković (1977-1978)
- Taha Ismail (1978-1979)
- Dezső Bundzsák (1979-1980)
- Foad Sidqui (1980)
- Abdel Monem El-Hajj (1980)
- Hamada El-Sharqawy (1980)
- Karl-Heinz Heddergott (1981-1982)
- Mohamed Abdou Saleh El Wahsh e Ali Osman (1982-1985)
- Mike Smith (1985-1988)
- Foad Sidqui (1988)
- Mahmoud El-Gohary (1988-1990)
- Dietrich Weise (1990-1991)
- Mahmoud El-Gohary (1991-1993)
- Mohamed Sadiq (1993)
- Mircea Rădulescu (1993-1994)
- Taha Ismail (1994) (interim)
- Nol de Ruiter (1994-1995)
- Mohsen Saleh (1995) (interim)
- Ruud Krol (1995-1996)
- Farouk Gaafar (1996-1997)
- Mahmoud El-Gohary (1997-1999)
- Anwar Salama (1999)
- Gérard Gili (1999-2000)
- Mahmoud El-Gohary (2000) (interim)
- Mohsen Saleh (2000-2004)
- Marco Tardelli (2004)
- Hassan Shehata (2004-2011)
- Hany Ramzy (2011) (interim)
- Bob Bradley (2011-2013)
- Shawky Gharib (2013-2014)
- Héctor Cúper (2015-2018)
- Javier Aguirre (2018-2019)
- Hossam El Badry (2019-2021)
- Carlos Queiroz (2021-2022)
- Ehab Galal (2022) (interim)
- Rui Vitória (2022-2024)
- Hossam Hassan (dal 2024)

## Palmarès
- Coppa d'Africa: 7  (record)

Sudan 1957, Egitto 1959, Egitto 1986, Burkina Faso 1998, Egitto 2006, Ghana 2008, Angola 2010
- Coppa araba FIFA: 1

Siria 1992

## Partecipazioni ai tornei internazionali
Legenda: Grassetto: Risultato migliore, Corsivo: Mancate partecipazioni

- 1963: Non partecipante
- 1964: Non partecipante
- 1966: Non partecipante
- 1982: Annullata
- 1985: Non partecipante
- 1988: Terzo posto
- 1992: Campione
- 1998: Primo turno
- 2002: Non partecipante
- 2009: Annullata
- 2012: Primo turno
- 2021: Quarto posto

## Statistiche e record

### Statistiche degli incontri
Di seguito, la tabella con le statistiche di tutte le partite ufficiali, giocate dalla nazionale di calcio dell'Egitto, per ogni competizione.
Dati aggiornati all'11 ottobre 2021, dopo la partita Libia-Egitto.
| Competizione                                     | Partite | Vittorie | Pareggi | Sconfitte | % vittorie | Reti fatte | Reti subite | Diff. reti |
| ------------------------------------------------ | ------- | -------- | ------- | --------- | ---------- | ---------- | ----------- | ---------- |
| Amichevole                                       | -       | -        | -       | -         | -          | -          | -           | -          |
| Coppa delle nazioni africane                     | -       | -        | -       | -         | -          | -          | -           | -          |
| Campionato mondiale FIFA                         | 7       | 0        | 2       | 5         | -          | 5          | 12          | -7         |
| Coppa araba FIFA                                 | -       | -        | -       | -         | -          | -          | -           | -          |
| FIFA Confederations Cup                          | 6       | 1        | 2       | 3         | -          | 9          | 16          | -7         |
| Qualificazioni alla Coppa delle nazioni africane | -       | -        | -       | -         | -          | -          | -           | -          |
| Qualificazioni al Campionato mondiale FIFA       | -       | -        | -       | -         | -          | -          | -           | -          |
| Qualificazioni alla Coppa araba FIFA             | -       | -        | -       | -         | -          | -          | -           | -          |
| Totali                                           | -       | -        | -       | -         | -          | -          | -           | -          |

### Statistiche dettagliate sui tornei internazionali

#### Campionato mondiale
| Anno | Luogo                    | Piazzamento      | V | N | P | Reti |
| ---- | ------------------------ | ---------------- | - | - | - | ---- |
| 1930 | Uruguay                  | Non partecipante | - | - | - | -    |
| 1934 | Italia                   | Ottavi di finale | 0 | 0 | 1 | 2    |
| 1938 | Francia                  | Ritirato         | - | - | - | -    |
| 1950 | Brasile                  | Non partecipante | - | - | - | -    |
| 1954 | Svizzera                 | Non qualificato  | - | - | - | -    |
| 1958 | Svezia                   | Ritirato         | - | - | - | -    |
| 1962 | Cile                     | Ritirato         | - | - | - | -    |
| 1966 | Inghilterra              | Ritirato         | - | - | - | -    |
| 1970 | Messico                  | Non partecipante | - | - | - | -    |
| 1974 | Germania Ovest           | Non qualificato  | - | - | - | -    |
| 1978 | Argentina                | Non qualificato  | - | - | - | -    |
| 1982 | Spagna                   | Non qualificato  | - | - | - | -    |
| 1986 | Messico                  | Non qualificato  | - | - | - | -    |
| 1990 | Italia                   | Primo turno      | 0 | 2 | 1 | 1    |
| 1994 | Stati Uniti              | Non qualificato  | - | - | - | -    |
| 1998 | Francia                  | Non qualificato  | - | - | - | -    |
| 2002 | Corea del Sud / Giappone | Non qualificato  | - | - | - | -    |
| 2006 | Germania                 | Non qualificato  | - | - | - | -    |
| 2010 | Sudafrica                | Non qualificato  | - | - | - | -    |
| 2014 | Brasile                  | Non qualificato  | - | - | - | -    |
| 2018 | Russia                   | Primo turno      | 0 | 0 | 3 | 2    |
| 2022 | Qatar                    | Non qualificato  | - | - | - | -    |

#### Coppa delle nazioni africane
| Anno | Luogo                      | Piazzamento      | V | N | P | Reti |
| ---- | -------------------------- | ---------------- | - | - | - | ---- |
| 1957 | Sudan                      | Campione         | 2 | 0 | 0 | 6    |
| 1959 | Rep. Araba Unita           | Campione         | 2 | 0 | 0 | 6    |
| 1962 | Etiopia                    | Secondo posto    | 1 | 0 | 1 | 4    |
| 1963 | Ghana                      | Terzo posto      | 2 | 1 | 0 | 11   |
| 1965 | Tunisia                    | Ritirato         | - | - | - | -    |
| 1968 | Etiopia                    | Ritirato         | - | - | - | -    |
| 1970 | Sudan                      | Terzo posto      | 3 | 1 | 1 | 10   |
| 1972 | Camerun                    | Non qualificato  | - | - | - | -    |
| 1974 | Egitto                     | Terzo posto      | 4 | 0 | 1 | 13   |
| 1976 | Etiopia                    | Quarto posto     | 1 | 2 | 3 | 9    |
| 1978 | Ghana                      | Non qualificato  | - | - | - | -    |
| 1980 | Nigeria                    | Quarto posto     | 2 | 0 | 3 | 8    |
| 1982 | Libia                      | Ritirato         | - | - | - | -    |
| 1984 | Costa d'Avorio             | Quarto posto     | 2 | 1 | 2 | 15   |
| 1986 | Egitto                     | Campione         | 4 | 0 | 1 | 10   |
| 1988 | Marocco                    | Primo turno      | 1 | 1 | 1 | 3    |
| 1990 | Algeria                    | Primo turno      | 0 | 0 | 3 | 1    |
| 1992 | Senegal                    | Primo turno      | 0 | 0 | 2 | 0    |
| 1994 | Tunisia                    | Quarti di finale | 1 | 1 | 1 | 4    |
| 1996 | Sudafrica                  | Quarti di finale | 2 | 0 | 2 | 5    |
| 1998 | Burkina Faso               | Campione         | 5 | 0 | 1 | 15   |
| 2000 | Ghana / Nigeria            | Quarti di finale | 3 | 0 | 1 | 7    |
| 2002 | Mali                       | Quarti di finale | 2 | 0 | 2 | 3    |
| 2004 | Tunisia                    | Primo turno      | 1 | 1 | 1 | 3    |
| 2006 | Egitto                     | Campione         | 5 | 1 | 0 | 16   |
| 2008 | Ghana                      | Campione         | 5 | 1 | 0 | 15   |
| 2010 | Angola                     | Campione         | 6 | 0 | 0 | 15   |
| 2012 | Gabon / Guinea Equatoriale | Non qualificato  | - | - | - | -    |
| 2013 | Sudafrica                  | Non qualificato  | - | - | - | -    |
| 2015 | Guinea Equatoriale         | Non qualificato  | - | - | - | -    |
| 2017 | Gabon                      | Secondo posto    | 4 | 1 | 1 | 9    |
| 2019 | Egitto                     | Ottavi di finale | 3 | 0 | 1 | 5    |
| 2021 | Camerun                    | Secondo posto    | 4 | 1 | 1 | 9    |
| 2023 | Costa d'Avorio             | Ottavi di finale | 0 | 4 | 0 | 7    |

#### Confederations Cup
| Anno | Luogo                    | Piazzamento     | V | N | P | Reti |
| ---- | ------------------------ | --------------- | - | - | - | ---- |
| 1992 | Arabia Saudita           | Non qualificato | - | - | - | -    |
| 1995 | Arabia Saudita           | Non qualificato | - | - | - | -    |
| 1997 | Arabia Saudita           | Non qualificato | - | - | - | -    |
| 1999 | Messico                  | Primo turno     | 0 | 2 | 1 | 5    |
| 2001 | Corea del Sud / Giappone | Non qualificato | - | - | - | -    |
| 2003 | Francia                  | Non qualificato | - | - | - | -    |
| 2005 | Germania                 | Non qualificato | - | - | - | -    |
| 2009 | Sudafrica                | Primo turno     | 1 | 0 | 2 | 4    |
| 2013 | Brasile                  | Non qualificato | - | - | - | -    |
| 2017 | Russia                   | Non qualificato | - | - | - | -    |

#### Coppa araba
| Anno | Luogo          | Piazzamento      | V | N | P | Reti |
| ---- | -------------- | ---------------- | - | - | - | ---- |
| 1963 | Libano         | Non partecipante | - | - | - | -    |
| 1964 | Kuwait         | Non partecipante | - | - | - | -    |
| 1966 | Kuwait         | Non partecipante | - | - | - | -    |
| 1982 | Libano         | Annullata        | - | - | - | -    |
| 1985 | Arabia Saudita | Non partecipante | - | - | - | -    |
| 1988 | Arabia Saudita | Terzo posto      | 3 | 2 | 1 | 9    |
| 1992 | Siria          | Campione         | 3 | 1 | 0 | 9    |
| 1998 | Qatar          | Primo turno      | 1 | 0 | 1 | 3    |
| 2002 | Kuwait         | Non partecipante | - | - | - | -    |
| 2009 |                | Annullata        | - | - | - | -    |
| 2012 | Kuwait         | Primo turno      | 0 | 2 | 1 | 3    |
| 2021 | Qatar          | Quarto posto     | 3 | 1 | 1 | 10   |

Legenda: Grassetto, miglior risultato; Corsivo, mancate partecipazioni.

## Tutte le rose
Mondiali
Coppa del Mondo FIFA 1934P Fahmy, P Mansour, D Abdou, D El-Said, D El-Soury, D Hamidu, C Bakhati, C El-Far, C Halim, C Kasseb, C Rafaat, C Raghab, C Shafi, A El-Kashef, A El-Nigero, A El-Tetsh, A Fawzi, A Hassan, A Latif, A Mahmoud, A Mosaoud, A Taha, CT: McCrae
Coppa del Mondo FIFA 19901 Shobair, 2 I. Hassan, 3 Yassin, 4 Ramzy, 5 Yakan, 6 Kasem, 7 Youssef, 8 Abdelghani, 9 H. Hassan, 10 Abdelhamid, 11 Soliman, 12 Abouzaid, 13 Ramzy, 14 Maihoub, 15 Eid, 16 Tolba, 17 Shawky, 18 Oraby, 19 Abdelrahman, 20 El-Kass, 21 Taher, 22 El-Batal, CT: El-Gohary
Coppa del Mondo FIFA 20181 El-Hadary, 2 Gabr, 3 Elmohamady, 4 Gaber, 5 Morsy, 6 Hegazy, 7 Fathi, 8 Hamed, 9 Mohsen, 10 Salah, 11 Kahraba, 12 Ashraf, 13 Abdel-Shafy, 14 Sobhi, 15 Hamdy, 16 Ekramy, 17 Elneny, 18 Shikabala, 19 Said, 20 Samir, 21 Trézéguet, 22 Warda, 23 El-Shenawy, CT: Cúper
Coppa d'Africa
Coppa d'Africa 1957P Bakr, P Hameida, P Trimeritis, D Bastan, D Daoud, D El-Arabi, D El-Zangiri, D A. Selim, D T. A. Selim, C Abdel-Moula, C Abou El-Matty, C El-Dali, C El-Fanagily, C Qotb, C Sayed, C Tawfik, A Abdel-Fattah, A Ad-Diba, A Attia, A El-Hamouly, ? Abdel-Rahman, ? Adam, ? Soliman, CT: Fahmy
Coppa d'Africa 1959P Galil Hemaida, P Hekal, D El-Sherbini, D Hussein, D T. Selim, C El-Fanagily, C El-Shaghby, C Farag, C S. Selim, C Sharshar, A Baheeg, A El-Far, A El-Gohary, A El-Hamouly, A Ismail, CT: Titkos
Coppa d'Africa 1986P El-Batal, D Kasem, D Omar, D Shehata, D Yassine, D Sedki, D Abdelghani, C Mayhoub, C Eltles, C Yehia, C Abdelhamid, C Abouzid, C Gharib, A El-Khatib, A Hassan, A Abdo, CT: Smith
Coppa d'Africa 1988P Shobair, D Kasem, D I. Hassan, D Omar, D Sedki, D Yakan, D Yassine, C Abdelhamid, C Gharib, C Oraby, C Yehia, C Younes, C Youssef, A H. Hassan, CT: Smith
Coppa d'Africa 1990P El-Batal, D Gamal, D Hanafi, D Ibrahim, D Mansour, D Saad, D Sedki, C El-Sayed, C Rayan, C Saad Shehata, C Yehia, A Abdelrahman, A El-Shoura, A Salah, CT: El-Gohary
Coppa d'Africa 1992P El-Saghir, P Moustafa, P Shobair, D Gamal, D I. Hassan, D Ragab, D A. Ramzy, D H. Ramzy, D Yakan, D Yassine, C Abdelghani, C Azim, C El-Kass, C Kasem, C Soliman, C Tolba, C Youssef, A Abdelhamid, A E. Eid, A K. Eid, A Gerefha, A H. Hassan, CT: El-Gohary
Coppa d'Africa 1994P El-Saghir, P El-Sayed, P Shobair, D Abdelghelil, D El-Gamal, D Fathi, D Gamal, D Kasem, D Mansour, D Ramzy, D Youssef, C Al, C Al-Saghir, C El-Gandour, C El-Kass, C Rayan, C Yahia, C Youssef, A El-Masry, A Mansour, A Ramadhan, A Samad, CT: Ismail
Coppa d'Africa 1996P Abdel-Azim, P El-Sayed, P El-Swerky, D Abdel-Hady, D El-Gamal, D Gamal, D Kamouna, D Radwan, D Ramzy, C Emam, C Hassan, C Kamouna, C Khashaba, C Reyadh, C Sabry, C Tolba, C Youssef, A Abou-Greisha, A El-Kass, A El-Masry, A Koushary, A Maher, CT: Krol
Coppa d'Africa 19981 El-Sayed, 2 El-Saqua, 3 Emara, 4 Ramzy, 5 Kamouna, 6 Abdel-Hady, 7 Youssef, 8 Radwan, 9 H. Hassan, 10 Sabry, 11 Rayan, 12 Khashaba, 13 Salah, 14 Emam, 15 Fahim, 16 El-Hadary, 17 A. Hassan, 18 Abdelnasser, 19 El-Sheshini, 20 Mostafa, 21 Nabih, 22 Saber, CT: El-Gohary
Coppa d'Africa 20001 N. El-Sayed, 2 I. Hassan, 3 Emara, 4 Ramzy, 5 El-Saqua, 6 Abdel Hafeez, 7 Youssef, 8 Radwan, 9 H. Hassan, 10 Sabry, 11 El-Said, 12 Abdelmoneim, 13 Ali, 14 Emam, 15 Said, 16 El-Hadary, 17 A. Hassan, 18 Farouk, 19 Hosny, 20 Khashaba, 21 Abdel-Aziz, 22 A. El-Sayed, CT: Gili
Coppa d'Africa 20021 N. El-Sayed, 2 Fahim, 3 Emara, 4 Ramzy, 5 El-Saqua, 6 H. Said, 7 El-Amin, 8 Radwan, 9 H. Hassan, 10 Hamza, 11 El-Said, 12 Barakat, 13 Gomaa, 14 Emam, 15 I. Said, 16 El-Hadary, 17 A. Hassan, 18 Mido, 19 Hosny, 20 Aboul Ela, 21 T. El-Sayed, 22 Monsef, CT: El-Gohary
Coppa d'Africa 20041 N. El-Sayed, 2 Fahim, 3 El-Quabbani, 4 El-Nahhas, 5 El-Saqua, 6 Gomaa, 7 Fathi, 8 Hamid, 9 Mido, 10 Belal, 11 El-Said, 12 Barakat, 13 T. El-Sayed, 14 Emam, 15 El-Tabei, 16 A. El-Sayed, 17 A. Hassan, 18 Ghaly, 19 Ali, 20 Khashaba, 21 Said, 22 Mahmoud, CT: Saleh
Coppa d'Africa 20061 El-Hadary, 2 Ah. El-Sayed, 3 Abdelwahab, 4 Said, 5 El-Saqua, 6 Mostafa, 7 Fathi, 8 Eno, 9 H. Hassan, 10 Meteab, 11 Shawky, 12 Barakat, 13 T. El-Sayed, 14 Ali, 15 Mido, 16 Ab. El-Sayed, 17 A. Hassan, 18 Sabry, 19 Zaki, 20 Gomaa, 21 Abdel Malek, 22 Aboutreika, 23 Monsef, CT: Shehata
Coppa d'Africa 20081 El-Hadary, 2 Fathallah, 3 Elmohamady, 4 I. Said, 5 Mohamed, 6 H. Said, 7 Fathi, 8 Hosny, 9 Zidan, 10 Meteab, 11 Shawky, 12 Gamal, 13 El-Sayed, 14 Moawad, 15 Shaaban, 16 Monsef, 17 Hassan, 18 Fadl, 19 Zaki, 20 Gomaa, 21 Mostafa, 22 Aboutreika, 23 Sobhy, CT: Shehata
Coppa d'Africa 20101 El-Hadary, 2 Fathallah, 3 Elmohamady, 4 Salem, 5 El-Saqua, 6 Said, 7 Fathi, 8 Hosny, 9 Zidan, 10 Meteab, 11 Abdel Malek, 12 Ghaly, 13 Tawfik, 14 Moawad, 15 Gedo, 16 A. El-Sayed, 17 Hassan, 18 Shikabala, 19 Abdel-Shafy, 20 Gomaa, 21 Raouf, 22 Hamdy, 23 Abou El-Saoud, CT: Shehata
Coppa d'Africa 20171 El-Hadary, 2 Gabr, 3 Elmohamady, 4 Gaber, 5 I. Salah, 6 Hegazy, 7 Fathi, 8 Hamed, 9 Koka, 10 M. Salah, 11 Kahraba, 12 Duiedar, 13 Abdel-Shafy, 14 Sobhi, 15 Hafez, 16 Ekramy, 17 Elneny, 18 Mohsen, 19 Said, 20 Samir, 21 Trézéguet, 22 Warda, 23 El-Shenawy, CT: Cúper
Coppa d'Africa 20191 A. El-Shenawy, 2 B. Elmohamady, 3 A. Elmohamady, 4 Gaber, 5 Ghazal, 6 Hegazy, 7 Trézéguet, 8 Hamed, 9 Mohsen, 10 Salah, 11 Soliman, 12 Ashraf, 13 Mansour, 14 Ali, 15 Hamdy, 16 M. El-Shenawy, 17 Elneny, 18 Kouka, 19 Said, 20 Alaa, 21 Emad, 22 Warda, 23 Genesh, CT: Aguirre
Coppa d'Africa 20211 El-Shenawy, 2 Abdel Monem, 3 Kamal, 4 El-Soleya, 5 Fathy, 6 Hegazy, 7 Trézéguet, 8 Ashour, 9 Sherif, 10 Salah, 11 Sobhi, 12 Ashraf, 13 El Fotouh, 14 Mohamed, 15 Hamdy, 16 Abou Gabal, 17 Elneny, 18 Lasheen, 19 Said, 20 Alaa, 21 Zizo, 22 Marmoush, 23 Sobhy, 24 Gad, 25 Tawfik, 26 Adel, 27 Mo. Hamdi, 28 Ma. Hamdi, CT: Queiroz
Coppa d'Africa 20231 A. El-Shenawy, 2 Gabr, 3 Hany, 4 Kamal, 5 Fathy, 6 Hegazy, 7 Trézéguet, 8 Ashour, 9 Koka, 10 Salah, 11 Kahraba, 12 Hamdy, 13 El Fotouh, 14 Ateya, 15 Ibrahim, 16 M. El-Shenawy, 17 Elneny, 18 Fathi, 19 Mohamed, 20 Hamada, 21 Samy, 22 Marmoush, 23 Abou Gabal, 24 Abdel Monem, 25 Zizo, 26 Sobhy, 27 Lasheen, CT: Rui Vitória
Confederations Cup
FIFA Confederations Cup 19991 El-Sayed, 2 I. Hassan, 3 Emara, 4 Ramzy, 5 Kamouna, 6 Abdel-Hady, 7 Youssef, 8 Radwan, 9 H. Hassan, 10 Sabry, 11 Rayan, 12 Khashaba, 13 Bassiouny, 14 Emam, 15 El-Saqua, 16 El-Hadary, 17 A. Hassan, 18 Abdelmoneim, 19 El-Amin, 20 Salah-El-Din, CT: El-Gohary
FIFA Confederations Cup 20091 El-Hadary, 2 Fathallah, 3 Elmohamady, 4 A. Said, 5 Khairy, 6 H. Said, 7 Fathi, 8 Hosny, 9 Zidan, 10 Abdel Malek, 11 Shawky, 12 Homos, 13 Tawfik, 14 Moawad, 15 Farag, 16 A. El-Sayed, 17 Hassan, 18 Abdel-Ghani, 19 Greisha, 20 Gomaa, 21 Raouf, 22 Aboutrika, 23 Sobhy, CT: Shehata

## Organico
Lista dei convocati per la Coppa delle nazioni africane 2023 resa nota il 30 dicembre 2023. Il 3 gennaio 2024, Ahmed Nabil Koka e Osama Galal sono stati esclusi per infortunio e al loro posto sono stati convocati Mohanad Lasheen e Yasser Ibrahim.
| N. | Pos. | Giocatore            | Data nascita (età)          | Pres. | Reti | Squadra                |
| -- | ---- | -------------------- | --------------------------- | ----- | ---- | ---------------------- |
| 1  | P    | Ahmed El-Shenawy     | 14 maggio 1991 (32 anni)    | 28    | -16  | Pyramids               |
| 2  | D    | Ali Gabr             | 10 gennaio 1989 (35 anni)   | 39    | 1    | Pyramids               |
| 3  | D    | Mohamed Hany         | 25 gennaio 1996 (27 anni)   | 14    | 0    | Al-Ahly                |
| 4  | D    | Omar Kamal           | 29 settembre 1993 (30 anni) | 17    | 1    | Future                 |
| 5  | C    | Hamdy Fathy          | 29 settembre 1994 (29 anni) | 35    | 3    | Al-Wakrah              |
| 6  | D    | Ahmed Hegazy         | 25 gennaio 1991 (32 anni)   | 83    | 2    | Al-Ittihad             |
| 7  | A    | Trézéguet            | 1º ottobre 1994 (29 anni)   | 65    | 14   | Trabzonspor            |
| 8  | C    | Emam Ashour          | 20 febbraio 1998 (25 anni)  | 11    | 0    | Al-Ahly                |
| 9  | A    | Koka                 | 5 marzo 1993 (30 anni)      | 31    | 6    | Pendikspor             |
| 10 | A    | Mohamed Salah        | 15 giugno 1992 (31 anni)    | 93    | 53   | Liverpool              |
| 11 | A    | Mahmoud Kahraba      | 13 aprile 1994 (29 anni)    | 29    | 5    | Al-Ahly                |
| 12 | D    | Mohamed Hamdy        | 15 marzo 1995 (28 anni)     | 12    | 0    | Pyramids               |
| 13 | D    | Ahmed Abou El Fotouh | 22 marzo 1998 (25 anni)     | 25    | 1    | Zamalek                |
| 14 | C    | Marwan Ateya         | 1º agosto 1998 (25 anni)    | 6     | 0    | Al-Ahly                |
| 15 | D    | Yasser Ibrahim       | 10 febbraio 1993 (30 anni)  | 6     | 0    | Al-Ahly                |
| 16 | P    | Mohamed El-Shenawy   | 18 dicembre 1988 (35 anni)  | 53    | -31  | Al-Ahly                |
| 17 | C    | Mohamed Elneny       | 11 luglio 1992 (31 anni)    | 94    | 8    | Arsenal                |
| 18 | A    | Mostafa Fathi        | 12 maggio 1994 (29 anni)    | 23    | 2    | Pyramids               |
| 19 | A    | Mostafa Mohamed      | 28 novembre 1997 (26 anni)  | 32    | 8    | Nantes                 |
| 20 | C    | Mahmoud Hamada       | 1º novembre 1993 (30 anni)  | 10    | 0    | Al-Masry               |
| 21 | D    | Ahmed Samy           | 1º aprile 1992 (31 anni)    | 1     | 0    | Pyramids               |
| 22 | A    | Omar Marmoush        | 7 febbraio 1999 (24 anni)   | 24    | 4    | Eintracht Francoforte  |
| 23 | P    | Mohamed Abou Gabal   | 29 gennaio 1989 (34 anni)   | 10    | -8   | National Bank of Egypt |
| 24 | D    | Mohamed Abdel Monem  | 1º febbraio 1999 (24 anni)  | 20    | 2    | Al-Ahly                |
| 25 | C    | Zizo                 | 10 gennaio 1996 (28 anni)   | 35    | 2    | Zamalek                |
| 26 | P    | Mohamed Sobhy        | 15 luglio 1999 (22 anni)    | 3     | -0   | Zamalek                |
| 27 | C    | Mohanad Lasheen      | 29 maggio 1996 (27 anni)    | 10    | 0    | Pyramids               |

## Rosa attuale
Lista dei giocatori convocati per la Coppa delle nazioni africane 2023, che si disputerà fra il 13 gennaio e l'11 febbraio 2024 e la gara amichevole preparatoria contro la Tanzania del 7 gennaio.
Statistiche aggiornate al termine del loro percorso nella competizione.
|  | P | Mohamed El-Shenawy   | 18 dicembre 1988  | 56  | 0  | Al-Ahly                |  |  |
|  | P | Ahmed El-Shenawy     | 14 maggio 1991    | 31  | 0  | Pyramids               |  |  |
|  | P | Gabaski              | 29 gennaio 1989   | 11  | 0  | National Bank of Egypt |  |  |
|  | P | Mohamed Sobhy        | 15 luglio 1999    | 4   | 0  | Zamalek                |  |  |
|  |   |                      |                   |     |    |                        |  |  |
|  | D | Ahmed Hegazy         | 25 gennaio 1991   | 88  | 2  | Al-Ittihad             |  |  |
|  | D | Ali Gabr             | 10 gennaio 1989   | 40  | 1  | Pyramids               |  |  |
|  | D | Ahmed Abou El Fotouh | 22 marzo 1998     | 28  | 1  | Zamalek                |  |  |
|  | D | Mohamed Abdel Monem  | 1º febbraio 1999  | 25  | 2  | Al-Ahly                |  |  |
|  | D | Omar Kamal           | 29 settembre 1993 | 21  | 1  | Future                 |  |  |
|  | D | Mohamed Hany         | 25 gennaio 1996   | 18  | 0  | Al-Ahly                |  |  |
|  | D | Mohamed Hamdy        | 15 marzo 1995     | 18  | 0  | Pyramids               |  |  |
|  | D | Osama Galal          | 17 settembre 1997 | 1   | 0  | Pyramids               |  |  |
|  | D | Ahmed Samy           | 31 marzo 1992     | 1   | 0  | Pyramids               |  |  |
|  |   |                      |                   |     |    |                        |  |  |
|  | C | Mohamed Elneny       | 11 luglio 1992    | 101 | 8  | Arsenal                |  |  |
|  | C | Hamdy Fathy          | 1º gennaio 1994   | 41  | 4  | Al-Wakrah              |  |  |
|  | C | Zizo                 | 10 gennaio 1996   | 40  | 2  | Zamalek                |  |  |
|  | C | Emam Ashour          | 20 febbraio 1998  | 15  | 0  | Al-Ahly                |  |  |
|  | C | Mohanad Lasheen      | 29 maggio 1996    | 11  | 0  | Pyramids               |  |  |
|  | C | Mahmoud Hamada       | 1º novembre 1993  | 11  | 0  | Al-Masry               |  |  |
|  | C | Marwan Ateya         | 1º agosto 1998    | 10  | 0  | Al-Ahly                |  |  |
|  | C | Ahmed Nabil Koka     | 4 luglio 2001     | 0   | 0  | Al-Ahly                |  |  |
|  |   |                      |                   |     |    |                        |  |  |
|  | A | Mohamed Salah        | 15 giugno 1992    | 100 | 57 | Liverpool (capitano)   |  |  |
|  | A | Trezeguet            | 1º ottobre 1994   | 71  | 16 | Trabzonspor            |  |  |
|  | A | Mostafa Mohamed      | 28 novembre 1997  | 37  | 12 | Nantes                 |  |  |
|  | A | Koka                 | 5 marzo 1993      | 32  | 6  | Pendikspor             |  |  |
|  | A | Kahraba              | 13 aprile 1994    | 32  | 5  | Al-Ahly                |  |  |
|  | A | Omar Marmoush        | 7 febbraio 1999   | 29  | 5  | Manchester City        |  |  |
|  | A | Mostafa Fathi        | 12 maggio 1994    | 27  | 2  | Pyramids               |  |  |

## Record individuali
Dati aggiornati al 21 marzo 2025.
I calciatori in grassetto sono ancora attivi in nazionale.
| Posizione | Giocatore       | Presenze | Reti | Periodo   |
| --------- | --------------- | -------- | ---- | --------- |
| 1         | Ahmed Hassan    | 184      | 33   | 1995-2012 |
| 2         | Hossam Hassan   | 177      | 69   | 1985-2006 |
| 3         | Essam El Hadary | 159      | 0    | 1996-2018 |
| 4         | Ahmed Fathi     | 136      | 3    | 2002-2021 |
| 5         | Ibrahim Hassan  | 131      | 14   | 1988-2002 |
| 6         | Hany Ramzy      | 123      | 3    | 1988-2003 |
| 7         | Wael Gomaa      | 114      | 1    | 2001-2013 |
| 8         | Ahmed El-Kass   | 112      | 25   | 1987-1997 |
| 8         | Abdel El-Saqua  | 112      | 4    | 1997-2010 |
| 10        | Rabie Yassin    | 109      | 1    | 1982-1991 |

| Posizione | Giocatore          | Reti | Pres. | Periodo   |
| --------- | ------------------ | ---- | ----- | --------- |
| 1         | Hossam Hassan      | 69   | 177   | 1985-2006 |
| 2         | Mohamed Salah      | 60   | 104   | 2011-     |
| 3         | Hassan El-Shazly   | 42   | 62    | 1961-1975 |
| 4         | Mohamed Aboutreika | 38   | 100   | 2001-2013 |
| 5         | Ahmed Hassan       | 33   | 184   | 1995-2012 |
| 6         | Amr Zaki           | 30   | 63    | 2004-2013 |
| 7         | Emad Moteab        | 28   | 70    | 2004-2015 |
| 8         | Ahmed El-Kass      | 25   | 112   | 1987-1997 |
| 9         | Gamal Abdelhamid   | 24   | 79    | 1979-1993 |
| 9         | Mahmoud Al-Khatib  | 24   | 54    | 1974-1986 |